# Pożar w centrum handlowym w Kemerowie
Pożar w centrum handlowym w Kemerowie – pożar, który wybuchł 25 marca 2018 roku w centrum handlowym „Zimowa wiśnia” w Kemerowie w Rosji. W wyniku pożaru zginęły 60 osób, a 79 zostało rannych.
Centrum handlowe „Zimowa wiśnia” zostało otwarte w 2013 roku i miało powierzchnię 23 tys. m kw. Mieściło się w dawnej fabryce słodyczy. Budynek został zrewitalizowany i przekształcony w centrum handlowe. Największą modyfikacją było dobudowanie dodatkowego piętra, na którym ulokowano trzy sale kinowe oraz kręgielnię. Ponadto w budynku znajdowało się minizoo, restauracje, liczne sklepy oraz parking na 250 samochodów.
Pożar zauważono o godzinie 15:57 w sali zabaw dla dzieci zlokalizowanej na czwartym piętrze. Ogień szybko rozprzestrzenił się po dekoracjach z tworzyw sztucznych. Z nieznanych przyczyn jeden z pracowników ochrony wyłączył alarm przeciwpożarowy. Dopiero po kilku minutach pracownicy zaczęli informować gości centrum o pożarze. Ludzie skierowali się do wyjść ewakuacyjnych, które okazały się zamknięte. Gdy gryzący dym zaczął gęstnięć, ludzie wpadli w panikę i zaczęli poszukiwać wyjść z budynku. Nie mogąc znaleźć wyjścia, wiele osób zdecydowało się wyskoczyć przez okna. Około godziny 19:00 na skutek pożaru zawaliły się dach centrum oraz podłogi między trzecim a czwartym piętrem.
Z powodu pożaru Władimir Putin ustanowił 28 marca 2018 dniem żałoby narodowej.